# 1822 în literatură
Anul 1822 în literatură a implicat o serie de evenimente și cărți noi semnificative.  